# Поммриц

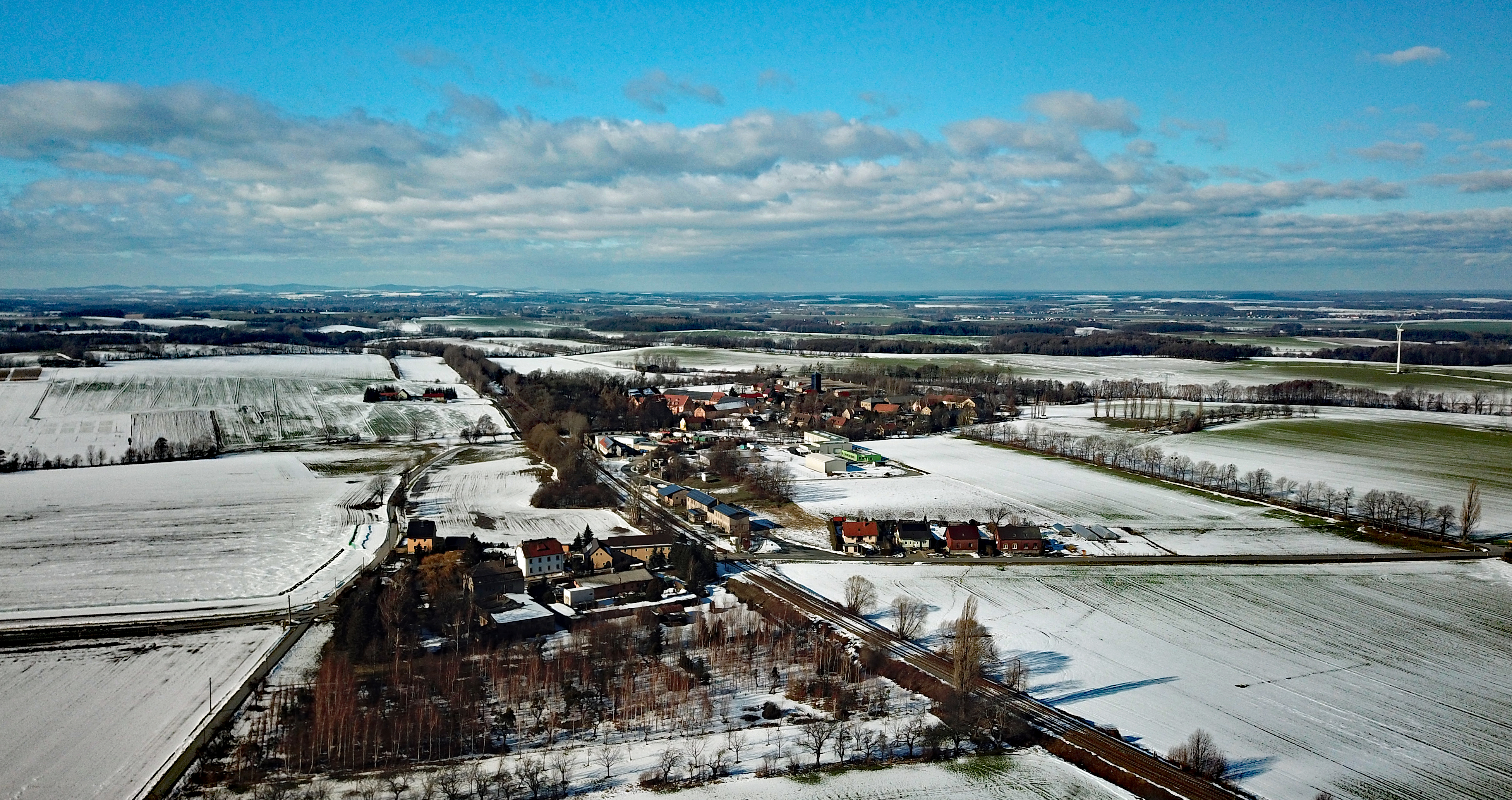

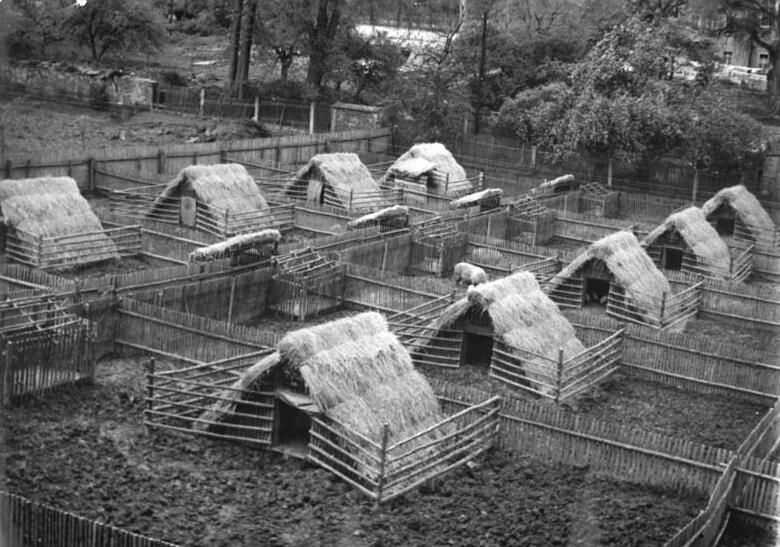
Свинарник, фото 1951 года

По́ммриц или По́морцы (нем. Pommritz; в.-луж. Pomorcyо файле) — деревня в Верхней Лужице, Германия. Входит в состав коммуны Хохкирх района Баутцен в земле Саксония. Подчиняется административному округу Дрезден.

## География
Располагается примерно в десяти километрах на восток от Баутцена и примерно в одиннадцати километрах на северо-запад от Лёбау при автомобильной дороге 110 (Хохкирх — Барт коммуны Мальшвиц). В деревне находится железнодорожная станция линии Баутцен — Гёрлиц, построенная в 1846 году.
Соседние населённые пункты: на северо-востоке — деревня Вавицы, на востоке — деревня Нечин, на юге — административный центр коммуны Хохкирх, на юго-западе — деревня Требеньца и на западе — деревня Вадецы.

## История
Впервые упоминается в 1359 году под наименованием Pomyrwicz.
С 1936 по 1965 года входила в коммуну Вавиц, с 1965 по 1993 года — в коммуну Родевиц. С 1993 года входит в современную коммуну Хохкирх.
В настоящее время деревня входит в состав культурно-территориальной автономии «Лужицкая поселенческая область», на территории которой действуют законодательные акты земель Саксонии и Бранденбурга, содействующие сохранению лужицких языков и культуры лужичан.
Исторические немецкие наименования
- Pomyrwicz, 1359
- Pommerwitz, 1419
- Pomerwicz, 1441
- Pomeritz, 1506
- Pomritz, 1657
- Pommritz, 1791

## Население
Официальным языком в населённом пункте, помимо немецкого, является также верхнелужицкий язык.
Согласно статистическому сочинению «Dodawki k statisticy a etnografiji łužickich Serbow» Арношта Муки в 1884 году в деревне проживало 177 человек (из них — 145 серболужичан (82 %)).
Лужицкий демограф Арношт Черник в своём сочинении «Die Entwicklung der sorbischen Bevölkerung» указывает, что в 1956 году при общей численности в 572 человека серболужицкое население деревни составляло 21,3 % (из них верхнелужицким языком владело 100 взрослых и 22 несовершеннолетних).
| 1834 | 1871 | 1890 | 1910 | 1925 | 1939 | 1946 | 1950 | 1964 | 1990 |
| ---- | ---- | ---- | ---- | ---- | ---- | ---- | ---- | ---- | ---- |
| 141  | 186  | 179  | 235  | 253  | 371  | 552  | 540  | 491  | 548  |